# This Is the Time
«This Is the Time» es un sencillo lanzado por la banda holandesa Epica. Fue lanzado digitalmente el 15 de octubre de 2010. Todas las ganancias originadas por la canción irán al Fondo Mundial para la Naturaleza.

## Lista de canciones

### Sencillo en CD
1. "This Is the Time" - 4:01
2. "Unleashed (versión dueto)" - 6:27

### Vinilo 7"
1. "This Is the Time" - 4:01
2. "Living a Lie (versión dueto)" - 4:45

### Descarga Digital
1. "This Is the Time" - 4:01
2. "Unleashed (versión dueto)" - 6:27
3. "Living a Lie (versión de Simone Simons)" - 4:45

## Personal
- Simone Simons – Voz
- Mark Jansen - Guitarra
- Isaac Delahaye - Guitarra
- Yves Huts - Bajo
- Ariën Van Weesenbeek - Batería
- Coen Jansen - Teclados
- Amanda Sommerville - Voz (en la canción número 2 del sencillo en CD y de la descarga digital)